# Schwellbrunn
Schwellbrunn je obec ve švýcarském kantonu Appenzell Ausserrhoden. Nachází se v jihozápadní části kantonu, asi 7 kilometrů jihozápadně od Herisau, v nadmořské výšce 966 metrů. Žije zde přibližně 1 600 obyvatel.

## Geografie
Schwellbrunn leží na kopci (či hřebeni) šest kilometrů jihovýchodně od Degersheimu a sedm kilometrů jihozápadně od Herisau a je oblíbeným výletním místem. S nadmořskou výškou 966 metrů je Schwellbrunn nejvýše položenou obcí v kantonu Appenzell Ausserrhoden, odkud se nabízí nejen působivý výhled směrem k Alpsteinu a Säntisu na jihu, ale také výhled až na severní břeh Bodamského jezera a Černý les. Na západě se zvedá Wissbach, na východě hřebene Glatt. Schwellbrunn má celkovou rozlohu 1740 hektarů. Z toho je 103 hektarů zastavěné plochy, 1039 hektarů zemědělské plochy a 589 hektarů lesů a hájů. Zbývajících 9 hektarů je považováno za neproduktivní půdu.
Sousedními obcemi ve směru hodinových ručiček jsou Herisau, Waldstatt, Urnäsch a Schönengrund v Appenzellu Ausserrhoden a Degersheim v kantonu St. Gallen.

## Historie

Schwellbrunn (1920)

Jednotlivé statky jsou písemně zmiňovány již od roku 900, včetně statku Schwellbrunnen v roce 1268. V roce 1280 se nazýval Swelbunnin a v roce 1346 Swelbrunnen. Předpokládá se, že název místa lze odvodit od slovního spojení „u přehrazené studny“. Obyvatelé hornaté oblasti Schwellbrunnu patřily ještě ve 14. století politicky k panství Gau an der Thur. Třikrát ročně se místní správci museli dostavovat ke dvoru v Oberuzwilu. V roce 1345 vládl nad celou oblastí Appenzellu, tj. nad appenzellskými vesnicemi "za Sitterem", opat ze St. Gallenu, nejpozději od roku 1400 patřila většina statků v dnešní obci Herisau. Jako součást rodu a farnosti Herisau přestoupil Schwellbrunn v roce 1529 k reformaci. Touha po vlastním kostele rostla. Cesta na bohoslužby v Herisau byla dlouhá a v zimě navíc nesjízdná. Obyvatelům Schwellbrunnu však chyběly finanční prostředky. Proto v roce 1648 požádali na shromáždění v Badenu o finanční podporu. Herisau také souhlasilo s poskytnutím pomoci, ovšem pod podmínkou, že Schwellbrunn bude nadále patřit farnosti a rhodu (okrsku) Herisau. Schwellbrunn se však ještě téhož roku od Herisau církevně odtrhl a následujícího roku i politicky.
Teprve poté, co byl na schwellbrunnském statku postaven kostel a obec se v roce 1649 politicky osamostatnila, vznikla podél hlavní zemské cesty ze St. Gallenu do Toggenburgu charakteristická vesnice s centrální hlavní ulicí, která existuje dosud. V té době měla obec asi 800 obyvatel. Nová obec se organizovala do horní a dolní části, které až do roku 1818 střídavě zajišťovaly správce obce, tj. předsedu obce. Staré rozdělení obce na dvě části žije dosud v názvech některých místních spolků.
V letech 1688–1695 trpěla mladá obec, která byla pro zemědělskou soběstačnost téměř příliš vysoko položená, kumulací špatných povětrnostních podmínek. Úroda byla malá. To vedlo ke zvýšení cen potravin a hladomor měl za následek četná úmrtí. V letech 1770/71 a 1816/17 mnoho lidí opět zemřelo hlady kvůli špatné úrodě.
Textilní průmysl, který v některých obdobích vzkvétal, zanechal v 18. a 19. století ve Schwellbrunnu četné stavební stopy. V roce 1798 měla obec 335 domů, dnešní charakteristickou podobu získala vesnice s hlavní ulicí až kolem roku 1820 jako obchodní centrum v rámci rozptýleného osídlení. Od roku 1880 se Schwellbrunn - podobně jako mnoho obcí v okolí - vyvíjel v klimatické lázně. Byly vytyčeny pěší cesty a na vhodných místech instalovány lavičky. Klima bylo pro lázeňské hosty příznivé. Až do počátku 20. století obec vzkvétala a počet obyvatel zůstával stálý nebo rostl.

## Obyvatelstvo

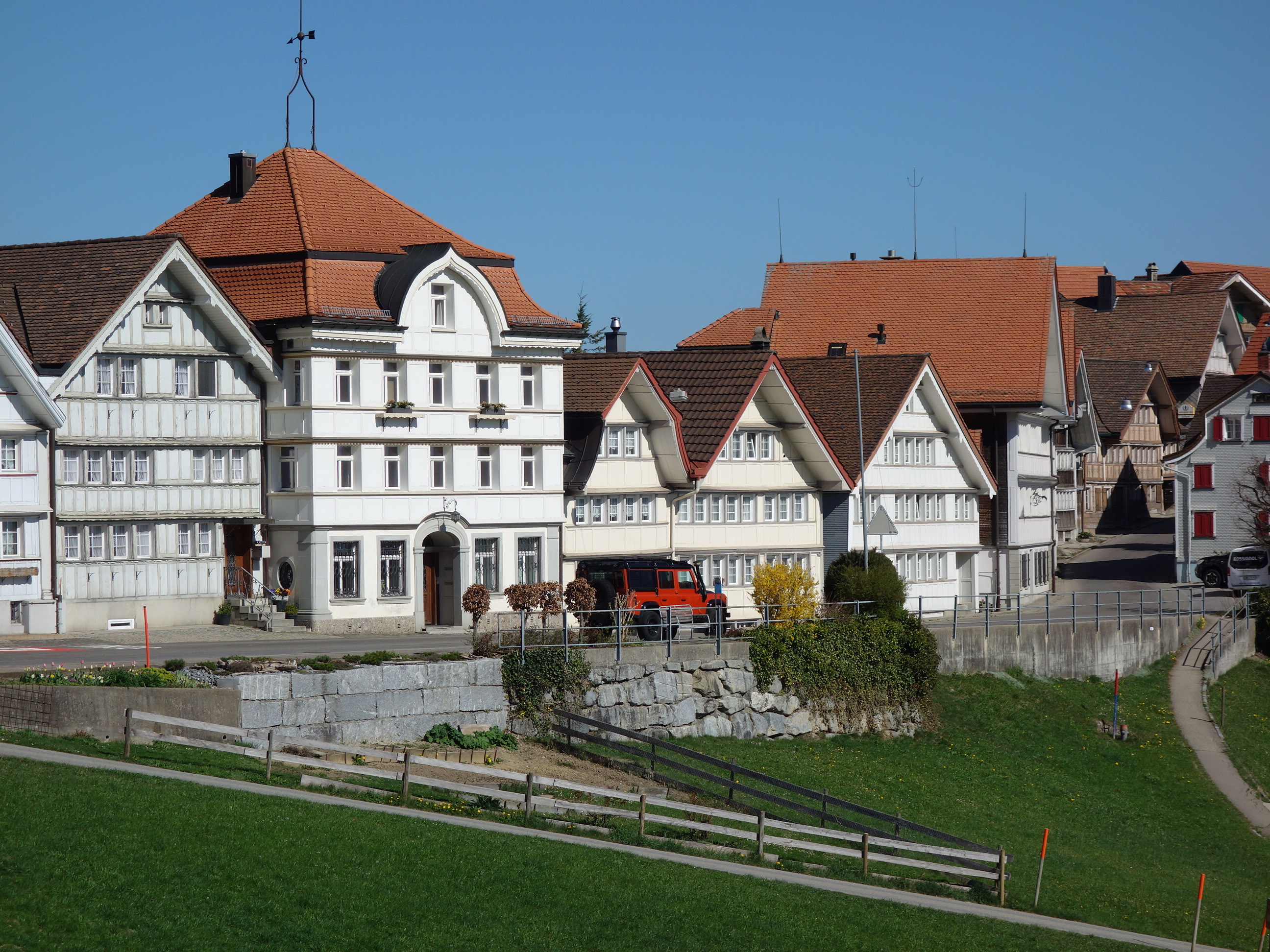
Centrum obce

| Rok            | 1667 | 1794 | 1850 | 1880 | 1900 | 1920 | 1941 | 1960 | 1980 | 1990 | 2000 | 2010 | 2020 | 2022 |
| Počet obyvatel | 1012 | 2436 | 2254 | 2197 | 1888 | 1758 | 1412 | 1344 | 1142 | 1438 | 1468 | 1477 | 1539 | 1543 |

## Hospodářství

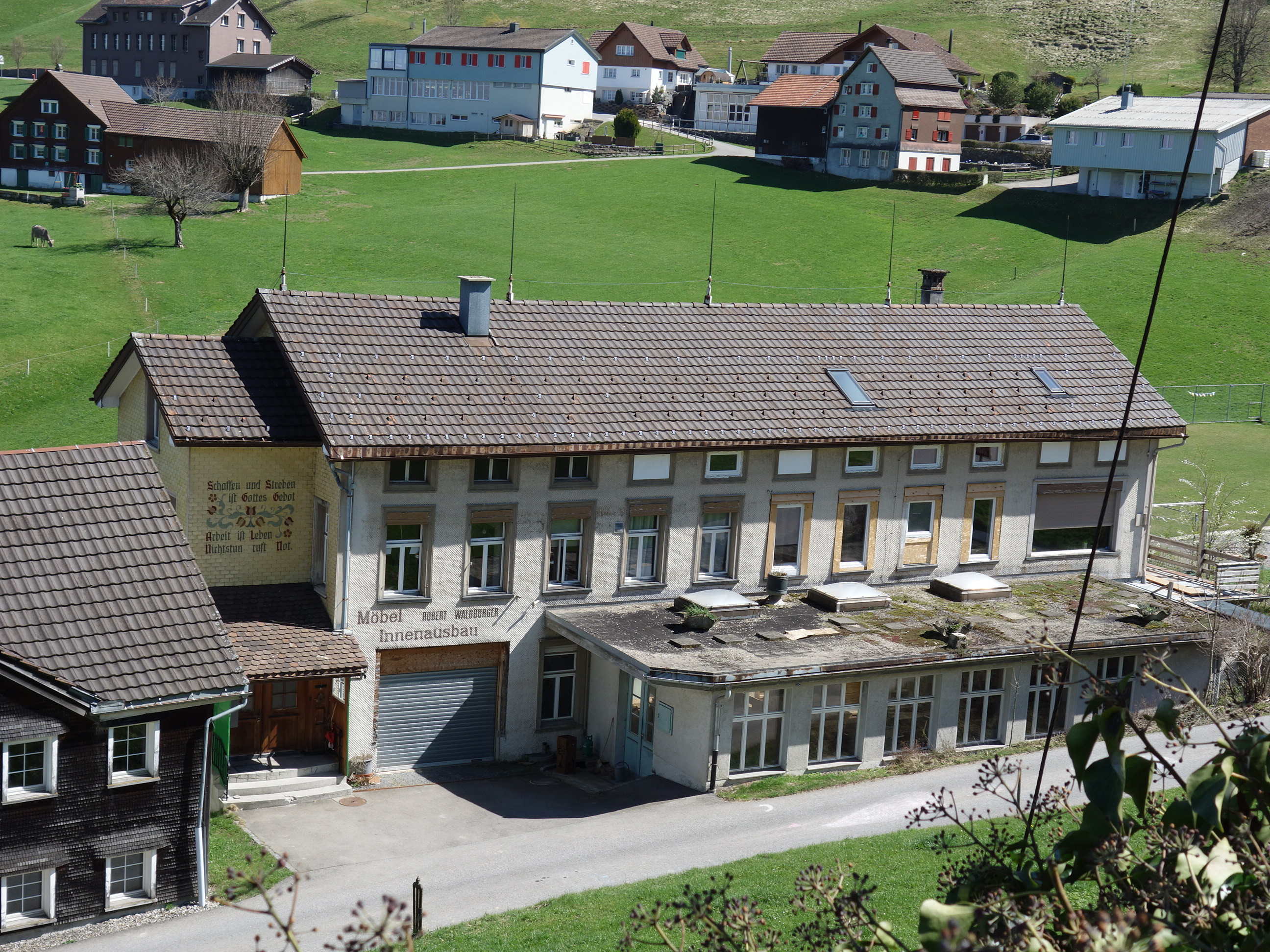
Bývalá továrna na výšivky

Na rozmachu textilního průmyslu v poslední třetině 18. století se podílelo i většinové rolnické obyvatelstvo. Téměř všichni, kromě duchovních a učitelů, se zabývali tkalcovstvím. Spřádání a navíjení probíhalo ve světnici přímo nad tkalcovskými sklepy. Od roku 1740 zažívalo tkalcovství bavlny velký rozmach. Vlhké sklepy byly pro bavlnu vhodné, předtím převládala výroba plátna. Prvním schwellbrunnským továrníkem byl Hans Mock (1632-1721); po něm dosáhlo významu v obchodu s bavlnou jako továrníci a obchodníci jen několik obyvatel Schwellbrunnu. Jedním z nich byl Johannes Schläpfer (zemřel roku 1765). Bývalý tkadlec zbohatl díky příznivé hospodářské situaci a díky svým konexím v západním Švýcarsku. Stal se obecním hejtmanem a po své smrti zanechal značnou sumu 36 000 guldenů. Za jeho působení bylo ve Schwellbrunnu postaveno několik továrních budov. V polovině 18. století, 100 let po vzniku obce, měla zázemní vesnice již 1510 obyvatel.
Kromě textilního průmyslu se obyvatelé živili především výrobou másla a sýrů, včelařstvím a vývozem dřevěného uhlí. Výstavba nové hlavní silnice z Herisau do Toggenburgu přes Waldstatt v roce 1789 se ve Schwellbrunnu setkala s odporem, protože obec z hlediska dopravy odsunula na vedlejší kolej a zahájila její brzký hospodářský a demografický úpadek.
V letech 1798 až 1847 byl textilní průmysl mechanizován; tato okolnost byla nepříznivá i kvůli topografické poloze Schwellbrunnu. V obci se nenachází žádné vodní toky, jejichž vodní síla by mohla být využita k provozu továren. Textilní dělníci nadále vyráběli své výrobky ručně ve vlastních domech. V roce 1860 následoval přechod na ruční vyšívací stroje a v roce 1871 byla založena první vyšívací továrna. Již ke konci 19. století - dříve než jinde - a přibližně do roku 1950 se textilní průmysl ve Schwellbrunnu nacházel v dlouhodobé krizi, takže mnoho rodin zchudlo. Od té doby je hlavním zaměstnáním textilní průmysl.
Od té doby je hlavním zaměstnáním obyvatelstva zemědělství. Celkem 43 % zaměstnaných v obci pracuje v zemědělství. To je výrazně více než kantonální (8,5 %) i celostátní průměr (7 %).